# 죽도 (울릉군)
죽도는 울릉도의 동북부에서 동쪽으로 약 2km 떨어져 있는 섬으로, 면적은 독도 전체 넓이보다 약간 큰 0.208km2이고 울릉군에서 울릉도 다음으로 큰 섬이다. 행정상 주소는 경상북도 울릉군 울릉읍 저동리 산 1-1번지이고, 저동항에서 동북쪽 뱃길로 약 4.8km 떨어져 있다. 독도를 제외하면 한국 최동단에 위치한 섬이다.
죽도의 지형은 해안으로 거의 수직에 가까운 가파른 절벽이 있고 그 위에 평평한 평지가 펼쳐져 있다. 이 섬은 산림청 소유이다.

## 주민
2018년 기준으로 인구는 단 3명으로, 1가구가 산림청에 1년 약 100만원의 임대료를 내고 더덕 농사를 지으며 거주하고 있다.

## 명칭
죽도 또는 대섬은 예전에는 죽서도(竹嶼島)라는 명칭으로 불렸다. 독도(獨島)의 일본명인 ‘다케시마(竹島)’와 뜻이 동일하고 두 섬 모두 울릉도 옆에 있어 서로 혼동되는 경우가 있다. 명칭 혼동을 피하기 위해 일본에서는 죽서로 표기한다. 다만 죽도는 제3국에서의 비공식적인 명칭인 보우솔 암초(Boussole Rock)라는 명칭을 부여하고 있으며, 한자 문화권에서는 대개 일본의 영향을 받아 오우산이라는 이름을 달게 되는 경우도 있는 것으로 드러난다. 이 섬은 대만의 펑자섬(彭佳嶼)과 유사한 형태의 지형을 가진 섬이기도 하다.

## 같이 보기
- 울릉도
- 우산도
- 독도